# Casa del Conde de Jaruco
La Casa del Conde de Jaruco també anomenada La Casona està situada a la Plaza Vieja de l'Havana, Cuba. És una de les més valuoses de l'entorn de la Plaza Vieja i una de les més importants de l'arquitectura cubana del segle xviii.
L'edifici reflecteix en la seva arquitectura la transició de l'estil mudèjar espanyol al barroc, fusionant tots dos amb gran harmonia.
El pati és un ampli recinte tancat d'arcades, tres per cada banda, que formen àmplies galeries.
Encara que alguns ho dubten, s'afirma que en aquesta casa va néixer, el 1789, Mercedes Santa Cruz y Montalvo, filla del tercer Comte de San Juan de Jaruco i primer Comte de Mopox. Aquesta escriptora notable, amb els anys es convertiria en la Comtessa de Merlin.

## Història
Pedro Beltrán de Santa Cruz va fer construir aquesta casa durant la segona meitat del segle xvii. Conta l'historiador Pezuela, que Pedro Beltrán era un gelós funcionari amb només mil pesos anuals de sou, i que va venir a Cuba l'any 1637 com a comptador del primer Tribunal de Comptes que es va establir a l'Illa.
Anys després, un hereu seu, regidor de l'Ajuntament de l'Havana, va afegir portals i balcons. A mitjan segle xviii un altre dels seus descendents, Gabriel Beltrán de Santa Cruz, que el 1762 va fundar la ciutat de Jaruco i va ser ennoblit amb el títol de comte del senyoriu que va crear, la va reformar de nou, encara que se suposa que aquesta reedificació no va alterar els alineaments que es conservaven d'abans. Aquestes reformes varen agregar els portals i la planta alta i li varen atorgar a l'immoble un aire més senyorial.
Va ser aquesta una de les més sumptuoses residències de l'Havana a les últimes dècades del segle xviii i primeres del segle xix. Els seus salons, diu un escriptor de llavors, eren enlluernadors i varen trobar règia hospitalitat il·lustres visitants estrangers que van passar per l'Illa.
En el segle XX es fa servir com a habitatge i taller de confeccions per la qual cosa es va començar a deteriorar l'edificació. Anys després, el 1979, es restaura i es destina al Fons Cubà de Béns Culturals, que és una institució estatal per al mercat artístic fundada el 1978.

## El Museu
A partir de 1979 les seves sales contenen quatre galeries: la galeria Roberto Diago - especialitzada en art "primitiu"; La Boutique d'artesania; El pati de les Columnes - Museu d'Art Contemporani - i el taller d'orfebreria de Raúl Valladares.
Avui dia aquest palau es coneix com el Centre d'Art "La Casona" i es troba en ella l'empresa comercialitzadora Gènesi Galeries d'Art, amb l'objectiu de donar suport a l'artista i a les seves obres, i a representar, promoure, produir i comercialitzar, tant nacionalment com internacionalment i en tots els gèneres, les arts plàstiques.

## Arquitectura

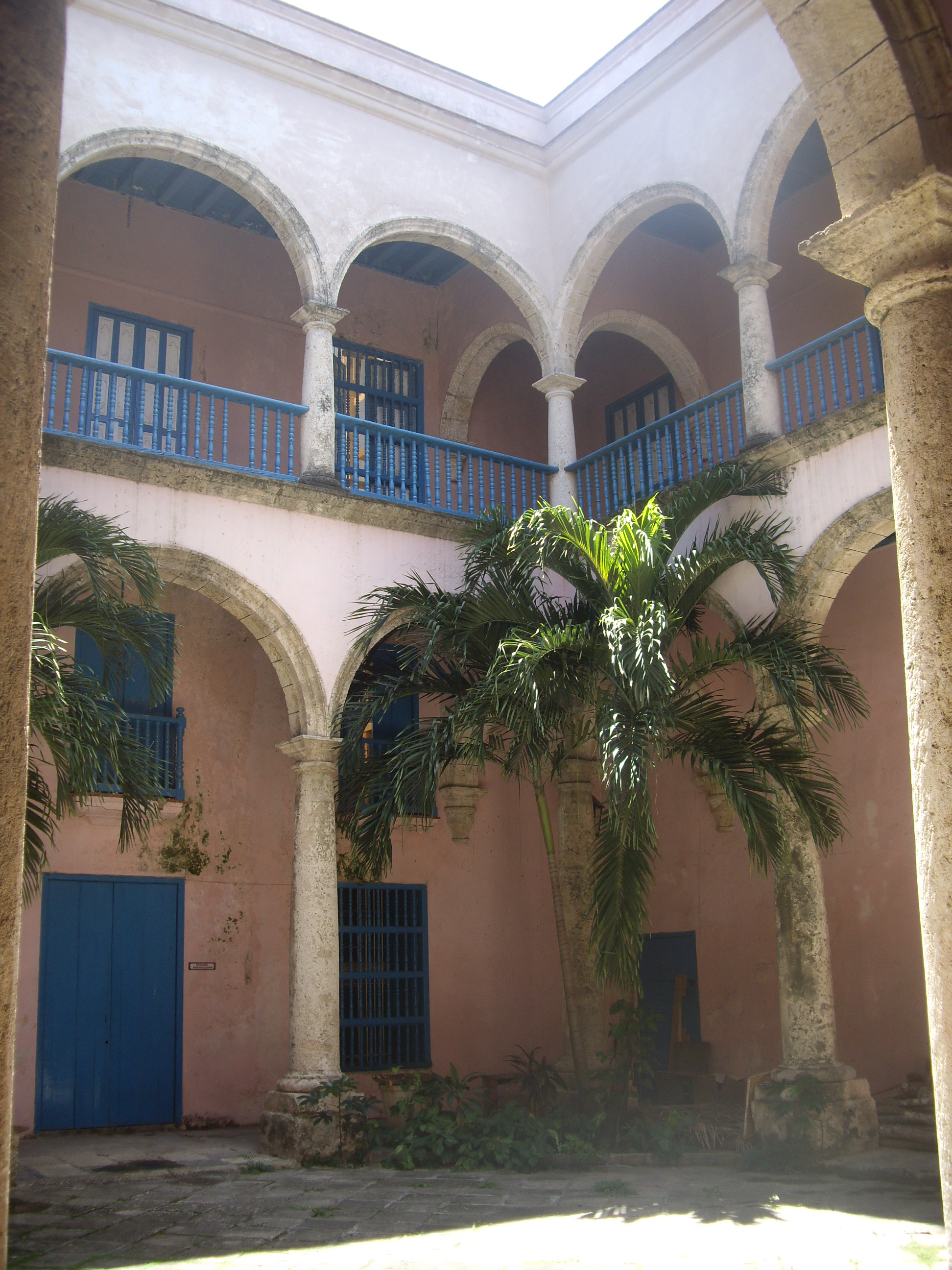
Pati de la casa del Conde de Jaruco.

Entre els elements que la distingeixen estan la seqüència d'arcs i columnes repetides en els pòrtics, el vestíbul, la portalada, el cassetonat de fusta i els vitralls. El pati és un ampli recinte tancat d'arcades que formen galeries que tanquen els seus quatre costats i la seva façana té una agradable composició en què es contrasten els puntals i les formes dels arcs de dos pisos on es destaquen les belles finestres de vidre de colors.